# Naoki Nagasaka
Naoki Nagasaka (jap. 長坂尚樹 Nagasaka Naoki; ur. 24 kwietnia 1953 w Aichi) – japoński kierowca wyścigowy.

## Kariera
Nagasaka rozpoczął karierę w międzynarodowych wyścigach samochodowych w 1975 roku od startów w Japońskiej Formule 2000. Z dorobkiem trzech punktów został sklasyfikowany na piętnastej pozycji w klasyfikacji generalnej. W późniejszych latach Japończyk pojawiał się także w stawce Japońskiej Formuły Pacyfik, FIA World Endurance Championship, All Japan Sports-Prototype Championship, Japanese Touring Car Championship, World Sports-Prototype Championship, World Touring Car Championship, All Japan Sports Prototype Car Endurance Championship, Asia-Pacific Touring Car Championship, 24-godzinnego wyścigu Le Mans, Sportscar World Championship, All Japan Touring Car Championship, All Japan GT Championship, Super GT oraz Scirocco R China Masters Challenge.